# Spirostreptus acutanus
Spirostreptus acutanus är en mångfotingart som beskrevs av Karsch 1881. Spirostreptus acutanus ingår i släktet Spirostreptus och familjen Spirostreptidae. Inga underarter finns listade i Catalogue of Life.